# ウクライナ国立宇宙機関
ウクライナ国立宇宙機関（ウクライナこくりつうちゅうきかん、ウクライナ語: Державне космічне агентство України, ДКАУ, DKAU、英語: State Space Agency of Ukraine, SSAU）は、ウクライナの宇宙機関。1992年3月に設立され、本部は首都キーウに位置する。
以前（2010年12月9日まで）の名称は Національне космічне агентство України, НКАУ （National Space Agency of Ukraine, NSAU）であったが、意味内容は現行名と実質的に同じであり、日本語での訳し分けは難しい。

## 概要
ウクライナは1991年に独立し、翌年の1992年に国の宇宙開発を総合調整する機能を有する国家宇宙機関を設立した。
ウクライナにはソビエト連邦時代に積み重ねてきた技術があり、ソビエト連邦の宇宙開発のうち約 30 % がウクライナにおける研究の成果として知られている。
ロシア連邦およびカザフスタンとの技術協力をはじめとして、18ヵ国と宇宙技術協力協定を結び、国際的な商業宇宙市場の約 8 % を占有している。
ウクライナは独自のロケットと人工衛星計画を有し、ロシア連邦宇宙局や欧州宇宙機関、アメリカ航空宇宙局、さらには民間ベンチャーとの共同計画も行っている。国際協力の例として、シーローンチ社やガリレオ測位システムが挙げられる。

## ウクライナの人工衛星

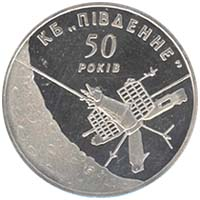
シーチ-1Mのコイン

ウクライナは地球観測衛星シーチ、オケアンを製造し、その他ロシアと共同でいくつかの衛星を製造した。
1992年以降、自国での使用目的で合計 6 機の人工衛星を設計・製造し、打ち上げた。最新の衛星は2004年に打ち上げられたシーチ-1Mである。現在ウクライナ宇宙機関はシーチ-2、シーチ-2M、シーチ-3-0、シーチ-3-Pといった更なるシーチ衛星シリーズを研究している。

## ウクライナの打上げ機

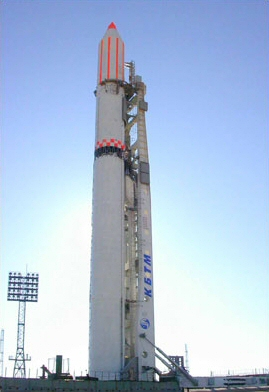
ゼニット-2

1991年から2007年にかけて、ウクライナの打上げ機（launch vehicle）が合計 97 基打ち上げられた。2006年度では、ウクライナは世界の宇宙への打ち上げのうち 12.1 % を占めていた。
ウクライナの企業であるヤンゲリ・ユージュノエ国家設計局とマカロフ・ユージュニィ機械製造工場（ユージュマシュ）は7種類の打上げ機を設計・製造している。
- ツィクロン
- ツィクロン-2
- ツィクロン-3
- ゼニット-2
- ゼニット-3SL（英語版）
- ドニエプル-1
- マヤーク（ロシア語版）

ウクライナ国内には射場が存在せず、ロケットの打上げにはカザフスタンのバイコヌール宇宙基地、ロシアのプレセツク宇宙基地、シーローンチ社の海上打ち上げプラットフォームが使用される。
現在はブラジルと共同でアルカンタラ射場からツィクロン-4の打ち上げを目指している。日本のNano-JASMINEが最初に打ち上げられる契約で、打ち上げは2011年8月以降を予定している。
なお、ユージノエおよびユージュマシュは、ESAが現在開発中のヴェガロケット第4段の RD-869 エンジンの納入を行っている。

## 有人飛行

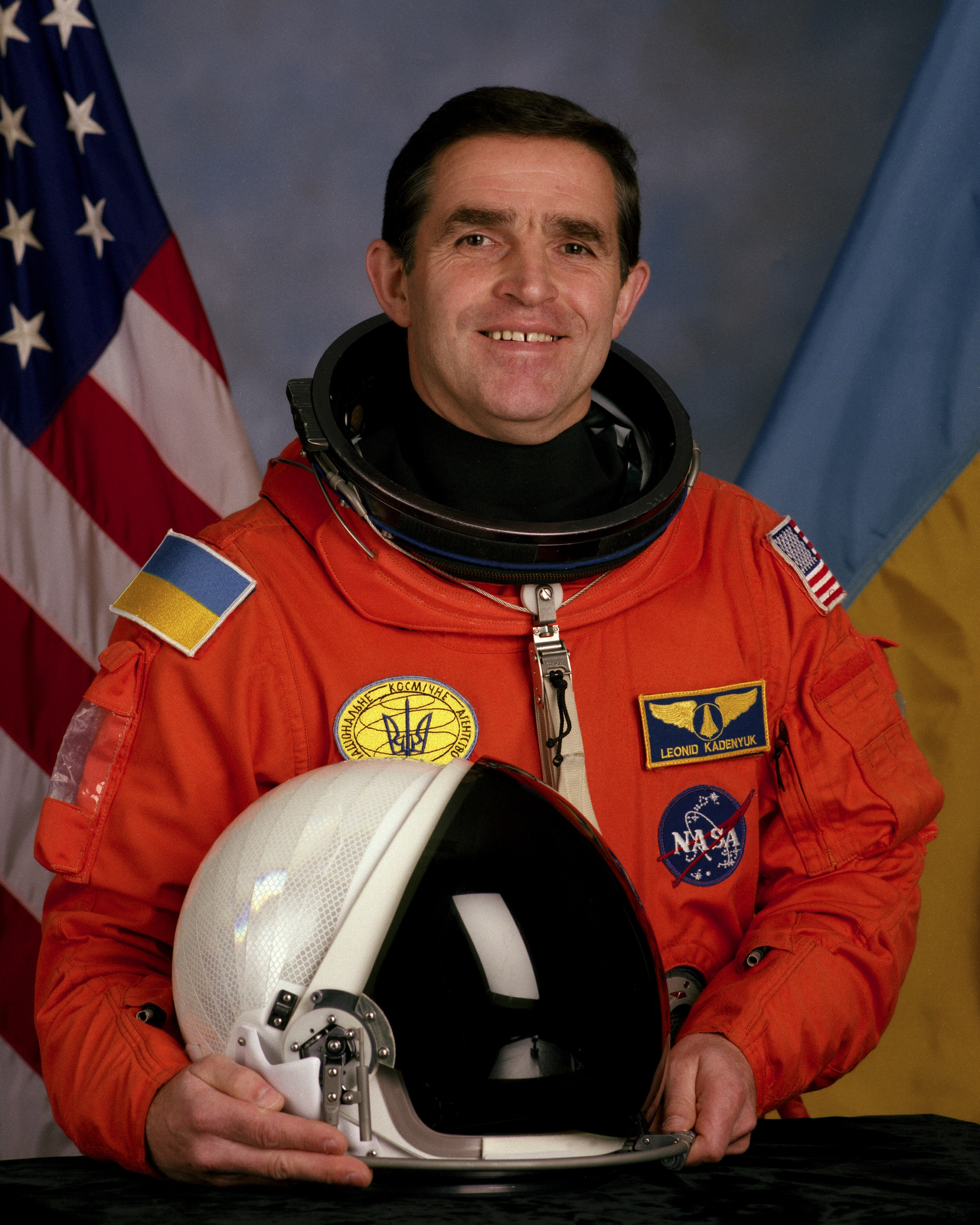
ウクライナ独立後初の宇宙飛行士、レオニド・カデニューク

ウクライナ独立以前は数人の宇宙飛行士がソビエト国籍で宇宙飛行を行った。ウクライナ国籍をもった初の宇宙飛行士はレオニド・カデニュークで、彼は1997年5月13日に NASA の STS-87 ミッションにペイロード・スペシャリストとして搭乗した。このミッションには日本の土井隆雄（NASDA）も参加していた。

## 再使用型無人宇宙往還機
スーラ (Cypa) と称する無人二段式宇宙輸送機が計画された。低軌道へ投入後、有翼で大気圏外から帰還する。

## ギャラリー

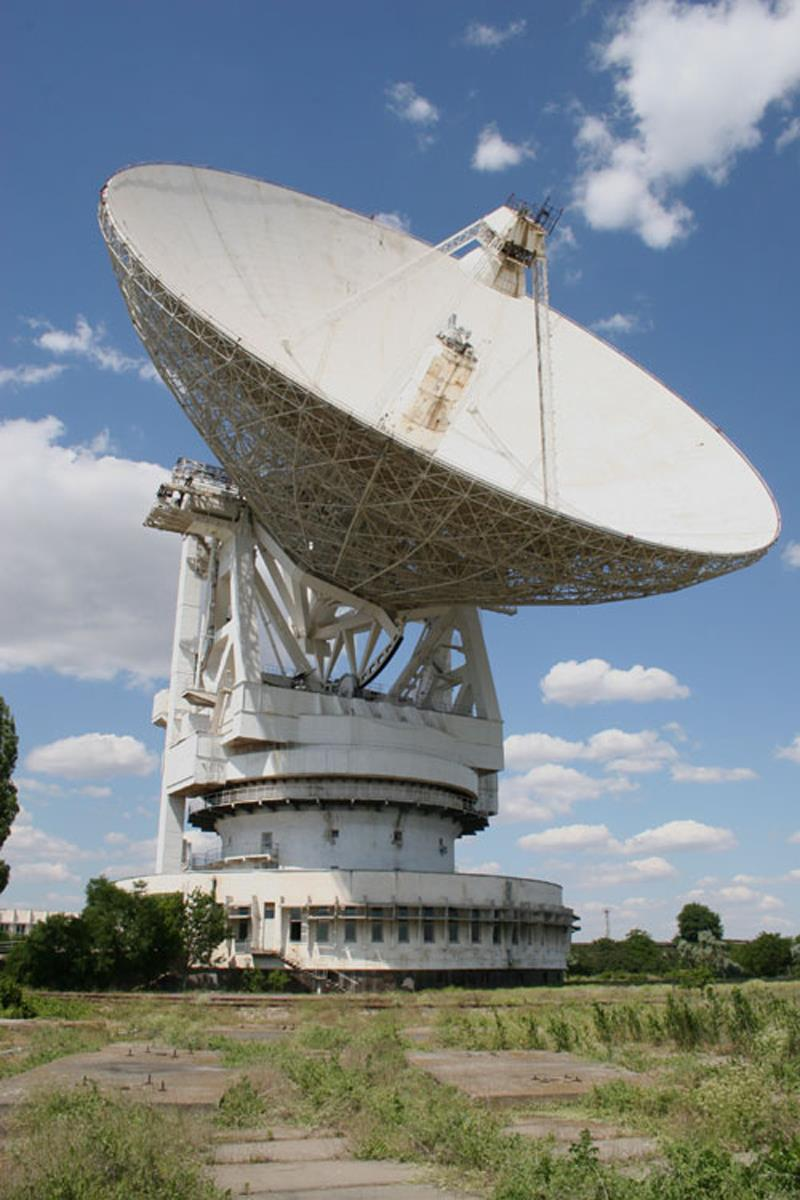
直径70-mの YevpatoriaのP-2500RT-70 電波望遠鏡
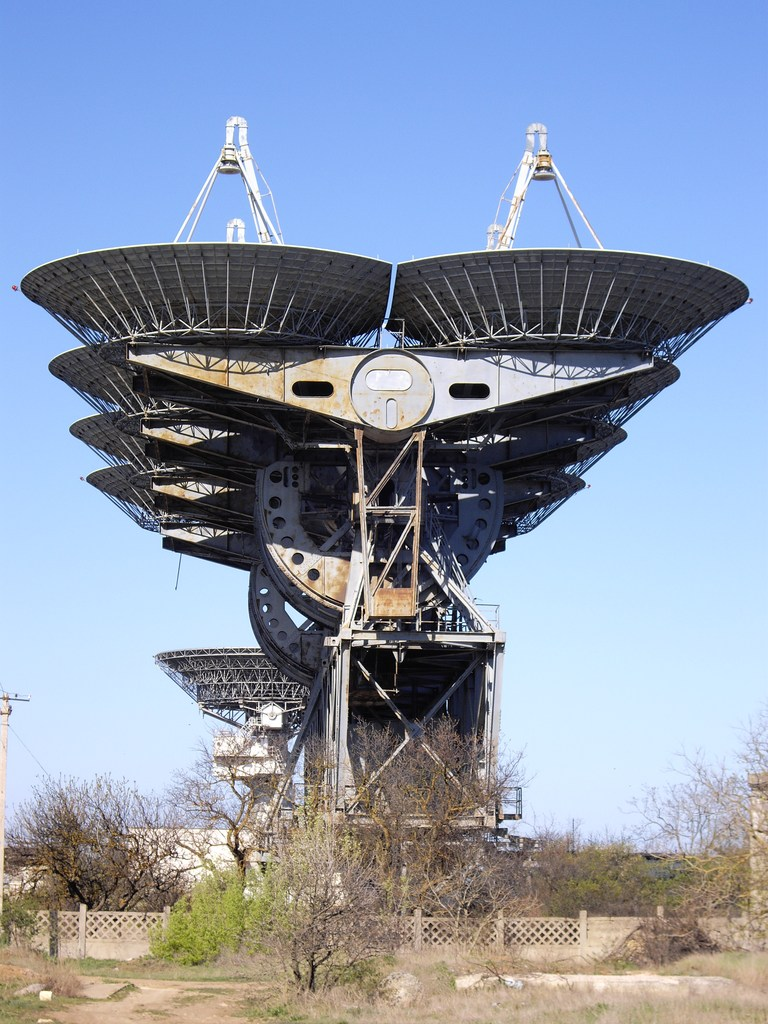
tracking facilities in Yevpatoria